# چارلی بیلی (بازیکن فوتبال)
چارلی بیلی (انگلیسی: Charlie Bailey؛ زادهٔ ۱۲ ژوئن ۱۹۹۷) بازیکن فوتبال اهل بریتانیا است.
از باشگاه‌هایی که در آن بازی کرده‌است می‌توان به باشگاه فوتبال مورکم اشاره کرد.